# Piper gaudichaudianum
Piper gaudichaudianum là một loài thực vật có hoa trong họ Hồ tiêu. Loài này được Kunth miêu tả khoa học đầu tiên năm 1839.